# Perfil psicológico
Perfil psicológico é o conjunto das características psicológicas de um indivíduo, que incluem aspectos cognitivos, emocionais e de personalidade. A determinação do perfil psicológico pode ser obtida pela observação clínica, técnica iniciada por Jean-Martin Charcot e Pierre Janet e especialmente difundida por Sigmund Freud e Carl Gustav Jung, e também pela psicométrica por meio dos chamados testes psicológicos. Esses são chamados de testes de habilidade quando envolvem a avaliação de capacidades específicas e determinadas funções cognitivas e testes de personalidade quando avaliam aspectos emocionais e a personalidade como um todo. 

## Testes psicológicos
Muitos instrumentos de avaliação são denominados testes psicológicos, mas a rigor, esses são procedimentos sistemáticos utilizados na observação do comportamento, objetivando o estudo e a mensuração das diferenças individuais. São considerados padronizados quando aplicados com uniformidade de procedimentos, para que todos aqueles que se submetam a tais testes o sejam da mesma forma. São ainda considerados padronizados quando interpretados por padrões determinados e de acordo com amostras normativas.   
A testagem psicológica é, em geral, parte de uma avaliação psicológica. Esta pode resultar na determinação do perfil psicológico de indivíduos ou grupos e tem relevância em todas as áreas da psicologia, podendo ser útil na prática clínica do psicólogo ou psiquiatra, no estabelecimento de diagnóstico e na escolha terapêutica. Podem ser utilizados ainda em orientação vocacional, processos seletivos e na Psicologia Organizacional.